# وليم عتيق
وليم عتيق ممثل وإذاعي ومؤدي أصوات لبناني .

## عن حياته
برز في دبلجة مسلسلات والبرامج الوثائقية والرسوم المتحركة.

## أعماله

### التلفزبون

#### المسلسلات
- مذكرات ممرضة (1973)
- أيام الدراسة (مسلسل أطفال لبناني)
- الشيخة الاميركية (2008)
- دوار يا زمن (1997)
- ربيع (1975)

امراة من زمن الحب ( 1998م )

#### المسلسلات المدبلجة
- مهما كان الثمن
- مسلسل عروس البحر
- المستبد
- مسلسل غرام وانتقام
- رهينة الماضي
- مسلسل يوسف الصديق

#### رسوم متحركة
- نينجا المغامر (كابامارو، الطباخ)
- سانشيرو (شوتا)
- رانزي المدهشة (شان ماكابي)
- البطل خماسي (جوزو)
- غزاة من الفضاء (مدمر 2 وشخصيات أخرى)
- وادي الأمان (أمان)
- السنافر (سنفور شاطر)
- فتيان السلاحف (ليوناردو)
- الشناكل (غواص)
- حكمة الأقزام ( كلاوس)
- بل وسباستيان
- حراس الطبيعة
- سبورت بيلي
- أبطال الجزيرة
- سفينة المحبة

## أفلام
- لمن يغنى الحب (1990)

## روابط خارجية
- وليم عتيق على موقع قاعدة بيانات الأفلام العربية